# It Bites
It Bites ist eine englische Rockband, die eine Mischung aus Pop-Rock, Hardrock und Progressive Rock spielt.

## Geschichte
Schon als Teenager hatten der Gitarrist Francis Dunnery, Bassist Dick Nolan und der Schlagzeuger Bob Dalton in Egremont (Cumbria) eine Band gegründet, zu der ab 1982 auch der Keyboarder John Beck gehörte und die sich It Bites nannte. Nach einer ersten Auflösung 1983 taten sich Dunnery, Nolan, Beck und Dalton bereits 1984 in London wieder zusammen; statt Stücke von Level 42 nachzuspielen, wollten sie nun Progressive Rock in der Tradition der 1970er-Jahre mit dem Pop der 1980er zu etwas Neuem verschmelzen.
Ein selbstgefertigtes Demo verschaffte der Band einen Plattenvertrag bei Virgin Records, und im Gefolge ihrer erfolgreichen Single Calling All The Heroes (Platz 6 in den britischen Single-Charts) veröffentlichten sie 1986 eine erste Studioplatte The Big Lad In The Windmill. Sie traten als Vorband für Marillion und Robert Plant auf und erspielten sich mit dem zweiten, von Steve Hillage produzierten Album Once Around The World eine Fanbasis als Neo-Prog-Band. Beim dritten Album Eat Me In St. Louis konnte Francis Dunnery seine Vorliebe für Hard-Rock in den Vordergrund bringen, und die poppige Produktion der Platte durch Reinhold Mack (Queen, Electric Light Orchestra) verstörte das Prog-Publikum (zumal das Artwork von Roger Dean stammte), war live aber bei Auftritten mit den Beach Boys und Jethro Tull durchaus erfolgreich. Infolge der aus diesem Richtungswechsel resultierenden Streitereien während der Aufnahmen zu einer vierten Platte verließ Dunnery 1990 die Gruppe und wandte sich einer Solokarriere zu. Nach einigen Experimenten unter den Namen Navajo Kiss und Sister Sarah (mit dem Sänger Lee Knott) löste sich die Gruppe auf; anstelle der geplanten Studio-LP veröffentlichte die Plattenfirma einen Livemitschnitt.
Die Musiker waren dann als Studio- und Tourmusiker für The Alan Parsons Project, Tony Banks, Ray Davies und John Wetton tätig, ehe sich Beck und Dalton 2005 bei der Supergroup Kino wiederbegegneten (die 2018 in veränderter Besetzung ein zweites Album vorlegte) und dort den Gitarristen John Mitchell kennenlernten, der ansonsten als Produzent und Mitglied von Arena bekannt ist. Als 2006 eine It Bites-Wiedervereinigung geplant wurde, die daran scheiterte, dass Francis Dunnery in den USA lebte und der Rest der Band weiterhin in England, wurde Mitchell der neue Sänger und Gitarrist der Gruppe. Er schrieb zusammen mit John Beck die Kompositionen des Comeback-Albums The Tall Ships. Beim fünften Studioalbum Map Of The Past, ebenfalls komponiert von Mitchell/Beck, fungierte Lee Pomeroy als Bassist, der vorher mit Take That, Rick Wakeman und Archive gearbeitet hatte, Mitglied bei Headspace ist, und 2017/18 mit Yes feat. Anderson, Rabin, Wakeman sowie mit Jeff Lynne`s E.L.O. tourte. 2018 erscheint eine 5-CD-Box mit Liveaufnahmen von Ende der 80er bzw. Anfang der 90er Jahre, auf der auch Material des zu jener Zeit geplanten, aber nie realisierten vierten Albums mit Francis Dunnery zu hören ist.

## Diskografie

### Studioalben
| Jahr | Titel                       | Höchstplatzierung, Gesamtwochen, AuszeichnungChartsChartplatzierungen (Jahr, Titel, Platzierungen, Wochen, Auszeichnungen, Anmerkungen) | Anmerkungen |
| Jahr | Titel                       | UK | Anmerkungen |
| ---- | --------------------------- | --- | ----------- |
| 1986 | The Big Lad in the Windmill | UK35 (5 Wo.)UK |             |
| 1988 | Once Around the World       | UK43 (3 Wo.)UK |             |
| 1989 | Eat Me in St. Louis         | UK40 (3 Wo.)UK |             |

Weitere Veröffentlichungen
- 2008: The Tall Ships
- 2012: Map of the Past

### Kompilationen
- 1990: The It Bites Album (Virgin Japan)
- 1995: Best Of - Calling All the Heroes (EMI)
- 2014: Whole New World. The Virgin Albums 1986-1991 (4-CD-Box, enthält The Big Lad in the Windmill und Once Around the World jeweils mit Bonustracks, Eat Me in St. Louis und das Live-Album Thank You and Goodnight)

### Livealben
| Jahr | Titel                   | Höchstplatzierung, Gesamtwochen, AuszeichnungChartsChartplatzierungen (Jahr, Titel, Platzierungen, Wochen, Auszeichnungen, Anmerkungen) | Anmerkungen |
| Jahr | Titel                   | UK | Anmerkungen |
| ---- | ----------------------- | --- | ----------- |
| 1991 | Thank You and Goodnight | UK59 (1 Wo.)UK |             |

Weitere Veröffentlichungen
- 2003: Live in Montreux
- 2003: Live in Tokyo (Videoalbum)
- 2007: When the Lights Go Down
- 2010: This Is Japan
- 2011: It Happened One Night
- 2018: Live in London

### Singles
| Jahr | Titel Album                                        | Höchstplatzierung, Gesamtwochen, AuszeichnungChartsChartplatzierungen (Jahr, Titel, Album, Platzierungen, Wochen, Auszeichnungen, Anmerkungen) | Anmerkungen |
| Jahr | Titel Album                                        | UK | Anmerkungen |
| ---- | -------------------------------------------------- | --- | ----------- |
| 1986 | Calling All the Heroes The Big Lad in the Windmill | UK6 (14 Wo.)UK |             |
| 1986 | Whole New World The Big Lad in the Windmill        | UK54 (4 Wo.)UK |             |
| 1987 | The Old Man and the Angel Once Around the World    | UK72 (4 Wo.)UK |             |
| 1988 | Kiss Like Judas Once Around the World              | UK76 (4 Wo.)UK |             |
| 1989 | Still Too Young to Remember Eat Me in St. Louis    | UK66 (3 Wo.)UK |             |
| 1989 | Sister Sarah Eat Me in St. Louis                   | UK79 (3 Wo.)UK |             |
| 1989 | Underneath Your Pillow Eat Me in St. Louis         | UK81 (3 Wo.)UK |             |
| 1990 | Still Too Young to Remember Eat Me in St. Louis    | UK60 (3 Wo.)UK | Re-Release  |
| 1990 | Underneath Your Pillow Eat Me in St. Louis         | UK77 (4 Wo.)UK | Re-Release  |

Weitere Veröffentlichungen
- 1986: All in Red
- 1988: Midnight
- 1988: Once Around the World

### Videoalben
- 2003: Live in Tokyo
- 2011: It Happened One Night